# Princess of Nowhere
Albums de Robert
Six pieds sous terre Sourde et aveugle
Princess of nowhere est le premier album en anglais de la chanteuse française Robert sorti en 2007 chez DEA. Cet album est une compilation de titres déjà parus précédemment et adaptés en anglais. Les arrangements sont les mêmes que ceux des titres français, excepté "Mike" ("Louis") et Fatal ("Nickel") qui ont été remixés pour l'occasion.

## Titres
1. "If you loathe me" (Robert - S. Gatelais / M. Saladin) 3:02
  - adaptation de L'hymne à la mort, extrait de Six pieds sous terre, 2005
2. "Voiceless" (Robert - S. Gatelais / M. Saladin) 4:46
  - adaptation de Aphone, extrait de Six pieds sous terre, 2005
3. "A children's tale" (J. Agee / W. Schuman) 3:19
  - extrait de Sine, 1993
4. "The blue prince" (duet with Majandra Delfino (Jean Roulet - Majanda Delfino / Mathieu Saladin) 3:32
  - adaptation de Le prince bleu, extrait de Unutma (n'oublie pas), 2004
5. "Six feet under" (Robert - S. Gatelais / M. Saladin) 3:34
  - adaptation de Six pieds sous terre, extrait de Six pieds sous terre, 2005
6. "The skirts" (Robert - S. Gatelais / M. Saladin - Robert) 3:50
  - adaptation de Les jupes, extrait de Sine, 1993
7. "The foam of heaven" (Robert - S. Gatelais / M. Saladin) 3:52
  - adaptation de L'eau et le ciel, extrait de Celle qui tue, 2002
8. "Sally's song" (D. Elfmann) 1:52
  - extrait de Unutma (n'oublie pas), 2004
9. "Mike" (Robert - J. Roulet - S. Gatelais / M. Saladin) 3:53
  - adaptation de Louis, extrait de Princesse de rien, 1997
10. "No one" (Robert - S. Gatelais / Robert) 3:15
  - adaptation de Personne, extrait de Six pieds sous terre, 2005
11. "The clichés of fury" (Robert - O. Poulin / M. Saladin - Robert) 3:27
  - adaptation de Les clichés de l'ennui, extrait de Sine, 1993
12. "For me" (Robert - O. Poulin / M. Saladin) 3:21
  - adaptation de Pour moi, extrait de Celle qui tue, 2002
13. "Give me back the birds" (Robert - O. Poulin / M. Saladin) 3:42
  - adaptation de Rendez-moi les oiseaux, extrait de Celle qui tue, 2002
14. "A wolf story" (duet with Sacha Bourdo) (Robert - S. Gatelais / M. Saladin) 3:08
  - adaptation de Histoire de loup, extrait de Six pieds sous terre, 2005
15. "Fatal" (Robert - O. Poulin / M. Saladin) 3:01
  - adaptation de Nickel, extrait de Princesse de rien, 2000
16. "Cold earth" (Robert - S. Gatelais / H. Purcell) 3:27
  - extrait de Six pieds sous terre, 2007